# درو داتی
درو داتی (انگلیسی: Drew Doughty؛ زادهٔ ۸ دسامبر ۱۹۸۹) بازیکن هاکی روی یخ اهل کانادا است.
وی همچنین برندهٔ جوایزی همچون جام استنلی شده‌است.